# Chiloscyphus lucidus
Chiloscyphus lucidus là một loài rêu tản trong họ Lophocoleaceae. Loài này được (Spreng. ex Lehm. & Lindenb.) Nees miêu tả khoa học lần đầu tiên năm 1845.